# Santa Fé de Goiás
Santa Fé de Goiás este un oraș în Goiás (GO), Brazilia.